# I'm Eighteen
Singles de Alice Cooper
Shoe Salesman
(1970) Caught in a Dream
(1971)
I'm Eighteen est une chanson du groupe Alice Cooper parue en single en novembre 1970, comprenant la piste Is It My Body comme face-b. Le single est le premier succès du groupe, propulsant le titre à la 21e place dans les charts américains la semaine du 24 avril 1971,, persuadant ainsi la maison de disques, Warner Bros. Records du potentiel commercial du groupe.
Le titre est par ailleurs classé 487e par le magazine Rolling Stone dans la catégorie des « 500 plus grandes chansons de tous les temps » en 2010. Il est également sélectionné par le Rock and Roll Hall of Fame, en 1995, comme l'une des « 500 chansons qui ont façonné le rock 'n' roll ».

## Historique
Extrait de Love It to Death, I'm Eighteen est publié en tant que premier single de l'album via Warner Bros. Records le 11 novembre 1970. La chanson est écrite et composée par tous les membres du groupe, Alice Cooper, Michael Bruce, Dennis Dunaway, Glen Buxton et Neal Smith.
Le titre est repris plus tard par le groupe Anthrax pour leur premier album Fistful of Metal sorti en 1984, et également par le groupe Creed pour la bande-son du film The Faculty en 1998.
La chanson porte sur la frustration d'un adolescent, décrivant beaucoup de fans d'Alice Cooper de l'époque. Un âge durant cette période où les adolescents ne pouvaient pas voter mais pouvaient être recrutés pour aller se battre au Viêt Nam.

« C'était une chanson à propos de grandir pendant les années 60, avec des lignes comme vous pourriez aller à la guerre mais vous ne pouviez pas aller voter. Nous n'avions aucune idée que cela deviendrait un hymne, nous pensions juste que ce serait une chanson sympa. »

— Neal Smith